# جواو مارسيلو
جواو مارسيلو هو لاعب كرة قدم برازيلي، ولد في 13 يونيو 2000.